# Canton de Rougé
Le canton de Rougé est une ancienne circonscription électorale française, située dans le département de la Loire-Atlantique (région Pays de la Loire).

## Histoire
- De 1833 à 1848, les cantons de Châteaubriant et de Rougé avaient le même conseiller général. Le nombre de conseillers généraux était limité à 30 par département[1].

## Représentation

### Conseillers généraux de 1833 à 2015
| Période | Période      | Identité                                                 | Étiquette    | Qualité |
| ------- | ------------ | -------------------------------------------------------- | ------------ | --- |
| 1833    | 1839         | Félix André Le Breton (1790-1882)                        |              | Ancien Procureur Maire de Châteaubriant                                                                    |
| 1839    | 1848         | Jules Luette de la Pilorgerie                            |              | Maire de Châteaubriant                                                                                     |
| 1848    | 1853 (décès) | Pierre Cocault-Duverger (ca 1791-1853)                   |              | Propriétaire, maire de Noyal-sur-Brutz, juge de paix                                                       |
| 1853    | 1871         | Pierre Robert                                            |              | Notaire, juge de paix de Saint-Brice-en-Coglès puis de Saint-Julien-de-Vouvantes                           |
| 1871    | 1904         | Emmanuel Gahier (1828-1905)                              | Conservateur | Propriétaire à Rougé                                                                                       |
| 1904    | 1919         | Pierre Créant (1844-1924)                                | Conservateur | Propriétaire, notaire, maire de Rougé                                                                      |
| 1919    | 1925 (décès) | Auguste Billy (1863-1925)                                |              | Propriétaire et notaire à Rougé                                                                            |
| 1925    | 1928         | Comte Auguste du Boispéan, 4e comte de Fercé (1869-1949) | Conservateur | Notaire, propriétaire du Manoir de l'Orgeraye Maire de Rougé                                               |
| 1928    | 1934 (décès) | Paul Lanoë (père) (1873-1934)                            | FR           | Industriel à Nantes                                                                                        |
| 1934    | 1940         | Julien Lanoë (fils) (1904-1983)                          | RG           | Industriel (établissements Huet et Lanoë) à Nantes Homme de lettres Nommé conseiller départemental en 1943 |
|         |              |                                                          |              | |
| 1945    | 1967         | Pierre Lemée (1905-1977, fils de F.Lemée)                | DVD          | Notaire à Rougé                                                                                            |
| 1967    | 1973         | Yannick de Cambourg (1928-1986)                          | DVD          | Maire de Fercé                                                                                             |
| 1973    | 1992         | Jacqueline Fournier (1931-2017)                          | UDR puis RPR | Médecin, conseillère municipale de Rougé                                                                   |
| 1992    | 2004         | Francis Martin                                           | DVD          | Entrepreneur Maire de Noyal-sur-Brutz (1970-2014)                                                          |
| 2004    | 2015         | Michel Neveu                                             | PS           | Ostéopathe Maire de Soulvache depuis 2001                                                                  |

### Conseillers d'arrondissement (de 1833 à 1940)
| Période | Période      | Identité                               | Étiquette            | Qualité |
| ------- | ------------ | -------------------------------------- | -------------------- | --- |
|         |              |                                        |                      | |
| av.1887 | 1905 (décès) | François-Marie Guihéneuc (1828-1905)   | Républicain          | Propriétaire, maire de Rougé (1861-1905), suppléant du juge de paix                                         |
|         |              |                                        |                      | |
|         | 1915 (décès) | Fortuné Joseph Marie Lemée (1857-1915) |                      | Notaire à Rougé                                                                                             |
| 1915    | 1919         | siège vacant                           |                      | |
| 1919    | 1925         | Théophile Chauvin (1874-1927)          |                      | Docteur en médecine à Rougé                                                                                 |
| 1925    | 1931         | Georges Lelièvre                       | Républicain national | Notaire, maire de Rougé                                                                                     |
| 1931    | 1940         | Jean Briant                            | Nationaliste         | Maire de Noyal-sur-Brutz                                                                                    |
| 1940    |              |                                        |                      | Les conseils d'arrondissement ont été suspendus par la loi du 12 octobre 1940 et n'ont jamais été réactivés |

## Composition
Les données présentées sont issues des études de l'Insee.
| Nom               | Code Insee | Intercommunalité        | Superficie (km2) | Population (dernière pop. légale) | Densité (hab./km2) |
| ----------------- | ---------- | ----------------------- | ---------------- | --------------------------------- | ------------------ |
| Rougé (chef-lieu) | 44146      | CC Châteaubriant-Derval | 56,32            | 2 244 (2014)                      | 40                 |
| Fercé             | 44058      | CC Châteaubriant-Derval | 22,04            | 502 (2014)                        | 23                 |
| Noyal-sur-Brutz   | 44112      | CC Châteaubriant-Derval | 7,71             | 584 (2014)                        | 76                 |
| Soulvache         | 44200      | CC Châteaubriant-Derval | 11,27            | 364 (2014)                        | 32                 |
| Villepot          | 44218      | CC Châteaubriant-Derval | 20,59            | 671 (2014)                        | 33                 |

## Démographie
| 1962  | 1968  | 1975  | 1982  | 1990  | 1999  |
| ----- | ----- | ----- | ----- | ----- | ----- |
| 4 392 | 4 277 | 4 061 | 4 015 | 4 201 | 4 212 |

| 2006  | 2007  | 2008  | 2009  | 2010  | - |
| ----- | ----- | ----- | ----- | ----- | - |
| 4 356 | 4 379 | 4 378 | 4 378 | 4 370 | - |